# Димитър Маринов
Вижте пояснителната страница за други личности с името Димитър Маринов.
Димитър Маринов Банов е български етнограф, историк и общественик.
Роден през 1846 година в Ломско и израснал в Лом, той преживява бурна младост и получава разнопосочно и несистемно образование. След Освобождението заема различни обществени длъжности, като същевременно реализира основно с лични средства и усилия мащабна изследователска дейност, резултатите от която са публикувани в поредицата „Жива старина“ и оказват силно и трайно влияние върху българската етнография. През 1906 година става първи директор на обособилия се като самостоятелна институция Етнографски музей, който ръководи до 1908 година. След Първата световна война се оттегля от светския живот и прекарва остатъка от живота си като монах. Умира през 1940 година.

## Биография

### Ранни години

#### Произход и детство
Димитър Маринов е роден на 14 октомври (26 октомври нов стил), Петковден, 1846 година в село Армалуй (по-късно присъединено към Вълчедръм), Ломско, в семейството на Върбан и Наца Мъцанкови. Майка му умира три месеца след раждането и баща му го дава за осиновяване на бездетния търговец на храни, вълна и добитък от Лом Марин Бонов Стамболията и съпругата му Вълкана, като при осиновяването е кръстен наново и първоначалното му име Петко е променено на Димитър. В миналото Марин Банов прекарва 20 години в Цариград, като 19 от тях служи в конака на Хюсеин паша, заемащ висока длъжност при Дивана, а през 1840 година се връща в родния си Лом и се залавя за търговия, а по-късно се жени.
На 24 април 1854 година Димитър постъпва в ломското училище, където учи при известния по това време учител Кръстьо Пишурка. Той се учи добре и през 1858 година завършва началното си образование. Като награда за отличното му представяне баща му му подарява няколко книги – „Аделаида, алпийската пастирка“ (1857), „Житието на Алексий, человек Божи“ и „Чудесата на Пресветая Богородица“.
По това време Димитър е подстриган за иподякон и има желание да стане духовник, което се засилва от травмата от смъртта на осиновителката му Вълкана Бонова през 1859 година, но баща му го насочва към лекарска кариера. В същото време Кръстьо Пишурка е уволнен от училището и работата в него се влошава, поради което Димитър започва да взима от него частни уроци по френски и гръцки и, подготвяйки се за постъпване в Белградската гимназия, учи също по малко латински, немски и сръбски. Плановете му да замине за Белград през 1864 година се провалят, заради внезапната смърт на Марин Бонов на 27 декември 1863 година и последвалите спорове за наследство с роднини, които го оставят без финансови средства.

#### В Рила, Лом и Цариград
При тези обстоятелства 17-годишният Димитър Маринов решава да стане монах в Хилендарския манастир и на 9 януари тръгва от Лом към Света гора, но заради тежката зима е принуден да спре в Рилския манастир. Там той привлича вниманието на известния педагог Неофит Рилски, който го приема за свой послушник. Маринов учи при него в продължение на 10 месеца, подготвяйки се за постъпване в Белградската семинария, но след това успява да уреди проблемите с наследството си и се връща в Лом, за да се грижи за своя възрастен дядо. През следващата година завършилият Белградската велика школа Никола Първанов се завръща в Лом и открива класно училище и Маринов завършва трите му класа през 1868 година.
С препоръчителни писма от Кръстьо Пишурка и Никола Първанов на 15 ноември 1868 година Маринов пристига в Цариград, където през февруари постъпва в подготвителното (прогимназиално) отделение на Военномедицинското училище. По това време българската колония в Цариград наброява около 40 000 души и играе активна роля в националното движение. Във Военномедицинското училище той учи с други българи, като Стефан Бобчев, с когото стават близки приятели, Павел Бобеков, Атанас Шопов, Сава Муткуров, като става инициатор и председател на ученическо просветно дружество, издаващо свой ръкописен вестник.

#### В Белград
След като завършва подготвителното отделение на Военномедицинското училище, през август 1870 година Димитър Маринов заминава за Белград, където постъпва направо в последния клас на Белградската семинария. Там той скоро попада под влиянието на Адам Богославлевич, един от идеолозите на сръбския радикализъм. Подтикнат от разработената от Богославлевич програма за местни стопански проучвания, по това време Маринов започва развива собствена програма за етнографски изследвания – както пише по-късно, „от тая година - 1872 - аз станах фолклорист“. Той започва да публикува във вестника на радикалите „Освобождение“ статии в защита на по-тясното сръбско-българско сътрудничество и на републиканската форма на управление в двете страни. В резултат на участието си в полемика в печата с националистически публицисти относно изпращането в Македония на сръбски учители, на 28 май 1872 година той е изключен от Белградската семинария и остава без издръжка.
След като е изгонен от семинарията, Маринов продължава образованието си като се записва в V клас на Белградската класическа гимназия. За да се издържа, той работи върху преводи от сръбски на френски и дава частни уроци по математика и френски, за което му съдействат живеещите в Белград българи Ильо Марков и Панайот Хитов По-късно Добродетелната дружина, българска благотворителна организация в Букурещ, му отпуска месечна стипендия в размер на десет австро-унгарски гулдена. През 1873 година завършва с отличен успех гимназията и се записва във Филологическия отдел на Философския факултет на Белградската велика школа.
Димитър Маринов възприема идеята на Панайот Хитов да организират една юношеска дружина и да осъществят „бунтовническа екскурзия“ до Сливенския балкан. След като турската легация обръща внимание на сръбското правителство за направената демонстрация по главната улица на Белград, Панайот Хитов е задържан. Идеята пропада, но 15-членната дружина от младежи е твърдо решена да се завърне в България, за да „сее семето на просвещението, семето на народното пробуждане и свестяване“. Във връзка с една инициатива на Д. Маринов за създаване на българско дружество в Белград, за което той е обвинен в българска пропаганда срещу Сърбия и династията.

### Учителска и обществена дейност
По здравословни причини през 1875 година Димитър Маринов прекъсва следването си в Белград и на 29 юни (Петровден) се връща в Лом, където веднага е назначен за главен учител в местното училище. В следващите месеци, заедно със завършилия гимназия в Чехия учител Никола Ненов Попов от Панагюрище, той се заема с модернизирането на дейността на училището с откриването на два класа, които да следват учебните програми на сръбските и чешките прогимназии. Сред инициативите му е въвеждането на часове по физическо възпитание, която остава нереализирана, заради неодобрението на османската администрация, опасяваща се, че такива занимания могат да бъдат прикрита военна подготовка. По това време той започва и първите си теренни етнографски наблюдения, станали основа на основния му труд „Жива старина“.
Учителската дейност на Маринов скоро е прекъсната, когато след разгрома на Априлското въстание през 1876 година той укрива двама от участниците в разбитата Ботева чета – братът на войводата Кирил Ботев и Иваница Данчев. Той им съдейства да се прехвърлят в Румъния, като им помага да получат фалшиви паспорти, но след като изпускат кораб, с който трябва да пресекат Дунав, те са арестувани и след разпитите им полицията задържа и Маринов, който е осъден на 3 години затвор. При разследването и след осъждането си той прекарва около година в затворите в Лом, Видин и Русе.
Димитър Маринов е освободен от затвора през пролетта на 1877 година, при руското настъпление в началото на Руско-турската война от 1877 – 1878 година. Той се връща в Лом, където на 7 февруари 1878 година се жени за Виктория, дъщеря на учителя му Кръстьо Пишурка. По това време той е назначен от руската окупационна администрация за председател на съдебния съвет в Лом.
Като председател на съдебен съвет през пролетта на 1879 година Маринов става депутат по право в Учредителното и I Велико народно събрание, където се включва активно във формиращата се Либерална партия. При обсъждането на проекта за Търновската конституция се застъпва за по-широки права и свободи на гражданите и е един от най-ревностните защитници на идеята за поставяне на суверенната власт в ръцете на народа и за пълната зависимост на княжеската власт от парламента.
След разпускането на I Велико народно събрание Димитър Маринов се връща като съдия в Лом, а след това е местен на същата длъжност в Силистра и в Русе. През 1883 година напуска съдебната система и се връща в Лом като учител в гимназията. През 1885 година съставя по инициатива на издателя Христо Г. Данов учебника „История на българската литература“, издаден през 1887 година. В една от главите му, силно повлияна от публикациите на Георги Раковски, Стефан Веркович и братя Миладинови, той разглежда и българския фолклор.
През този период той публикува често във вестника на Либералната партия „Целокупна България“, застъпвайки се за демократични идеи и порядки, които ще увлекат народа по пътя на парламентарното управление, и критикувайки руската окупационна администрация, като излага на показ и описва непрофесионалното поведение на руските офицери. През октомври 1887 година, в първите месеци на правителството на Стефан Стамболов, се съгласява да поеме за кратко поста на окръжен управител на Ломски окръг.

### „Жива старина“
През 1888 година Димитър Маринов става директор на Русенската гимназия, където преподава на VI и VII клас българска литература и църковна и политическа история на България. По това време той получава и подкрепата на министъра на просвещението Георги Живков, с чието съдействие получава финансиране за етнографски проучвателни обиколки по селата. С това той започва активната подготовка на поредицата „Жива старина“. Към 1890 година той е готов с основния материал за първите четири книги от поредицата, които са издадени последователно в Русе през следващите години – „Вярванията или суеверията на народа“ (1891), „Племена, влаки, задруги, семейства“ (1892), „Семейният живот на народа“ (1892) и „Народното обичайно право I. Гражданско право“ (1894). Още първите книги на „Жива старина“ намират широк отзвук в българския научен и културен живот и утвърждават Димитър Маринов за десетилетия напред като най-видния български етнограф-събирач.
Наред с етнографската си работа, през 90-те години Маринов публикува, най-често в „Сборник за народни умотворения, наука и книжнина“, редица от исторически студии за въстанията в Северозападна България, историята на Чипровци и Лом, живота и влиянието върху българската литература на Йосиф Брадати, Димитър Кантакузин и Вук Караджич. Наред с научните си занимания все по-активно се включва в политическия живот на страната, като изпраща кореспонденции, пише политически брошури, в които осъжда великосръбския шовинизъм и многократно отрича с неоспорими факти сръбския характер на Македония.
Конфликтният характер на Маринов създава напрежение между него и русенската общественост и през 1893 година той се премества в София като директор на Девическата гимназия. През април 1894 година става директор на Народната библиотека. Той остава на този пост до март 1895 година, когато е уволнен, изглежда заради политическите му позиции (по думите му, при започналото „изтребление на Стамболовщината“ от новото правителство на Константин Стоилов). През следващите години е учител в Софийската мъжка гимназия, а през 1899 – 1903 година е редактор на издавания от Българската екзархия в Цариград вестник „Вести“. По това време публикува няколко труда върху църковната история, както и църковна служба, посветена на свети Йоаким Осоговски. През 1901 година той успява да издаде в „Сборник за народни умотворения“ и петата книга на „Жива старина“ – „Градиво за веществената култура“.

### Етнографският музей и Войните
През 1904 година стамболовисткият министър на просвещението Иван Шишманов назначава Димитър Маринов за завеждащ Етнографския отдел в тогавашния Народен музей в София. През 1904 – 1906 година той обикаля всички краища на България и откупува много предмети за музея. С общите усилия на Маринов и Шишманов отделът е реорганизиран и през 1906 година е обособен в самостоятелен Етнографски музей, а Маринов става неговият първи директор. Към музея е създаден и печатен орган, наречен „Известия на Етнографския музей“, от който излиза само един брой, съдържащ и няколко статии на самия Маринов. През 1907 година издава шестата книга на „Жива старина“, продължение на четвъртата, озаглавена „Народното обичайно право II. Народно карателно (углавно) право“. Маринов ръководи Етнографския музей до март 1908 година, когато се пенсионира по лични причини. През 1909 година издава мемоарната книга „Стефан Стамболов и новейшата ни история“.
След Междусъюзническата война през 1913 година Маринов е лидер на новооснования Национален съюз и ръководи опита за уния с Римокатолическата църква. През 1914 година издава последната от книгите в поредицата „Жива старина“ – „Народна вяра и религиозни народни обичаи“. По време на Първата световна война в 1917 – 1918 година е окръжен управител в Кавадарци и Прокупле.

### Последни години
През 1921 година Димитър Маринов приема свещенически сан в Кремиковския манастир, а през 1929 година напълно се оттегля от светския живот и живее до смъртта си като монах.
Димитър Маринов умира на 10 януари 1940 година в Рилския манастир.